# لوفتفرکر فرایسلند-هارله
لوفتفرکر فرایسلند-هارله (به انگلیسی: Luftverkehr Friesland-Harle) یک شرکت هواپیمایی است که در ۱۹۸۳ میلادی تأسیس شده‌است.